# Arthur Kinnaird, 11. Lord Kinnaird

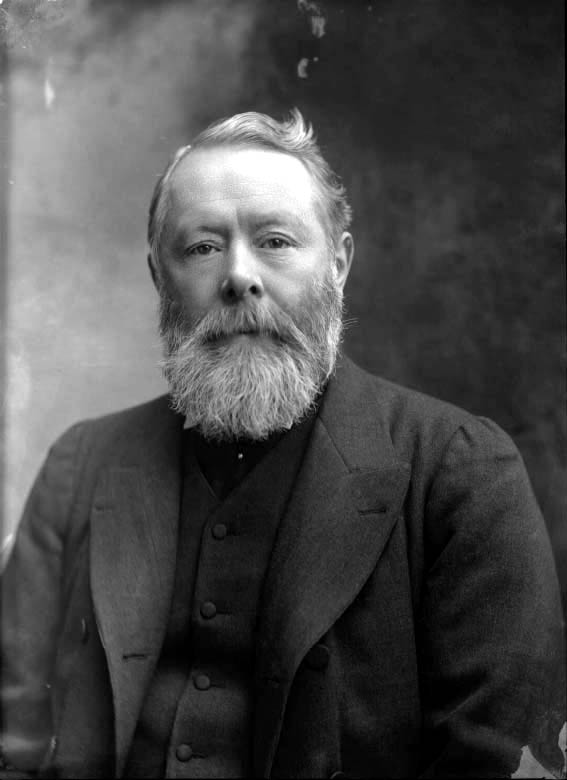
Arthur Kinnaird (etwa 1905)

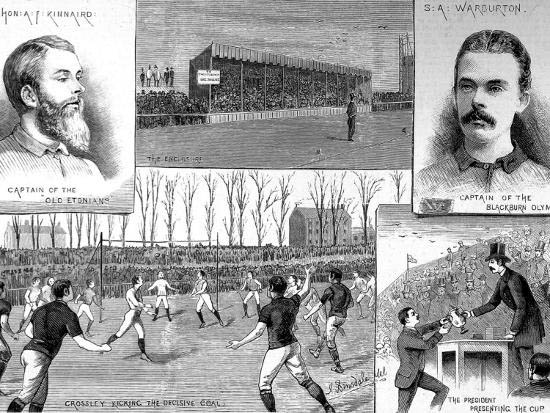
Illustration des FA-Finales 1883 zwischen den Old Etonians und Blackburn Olympic

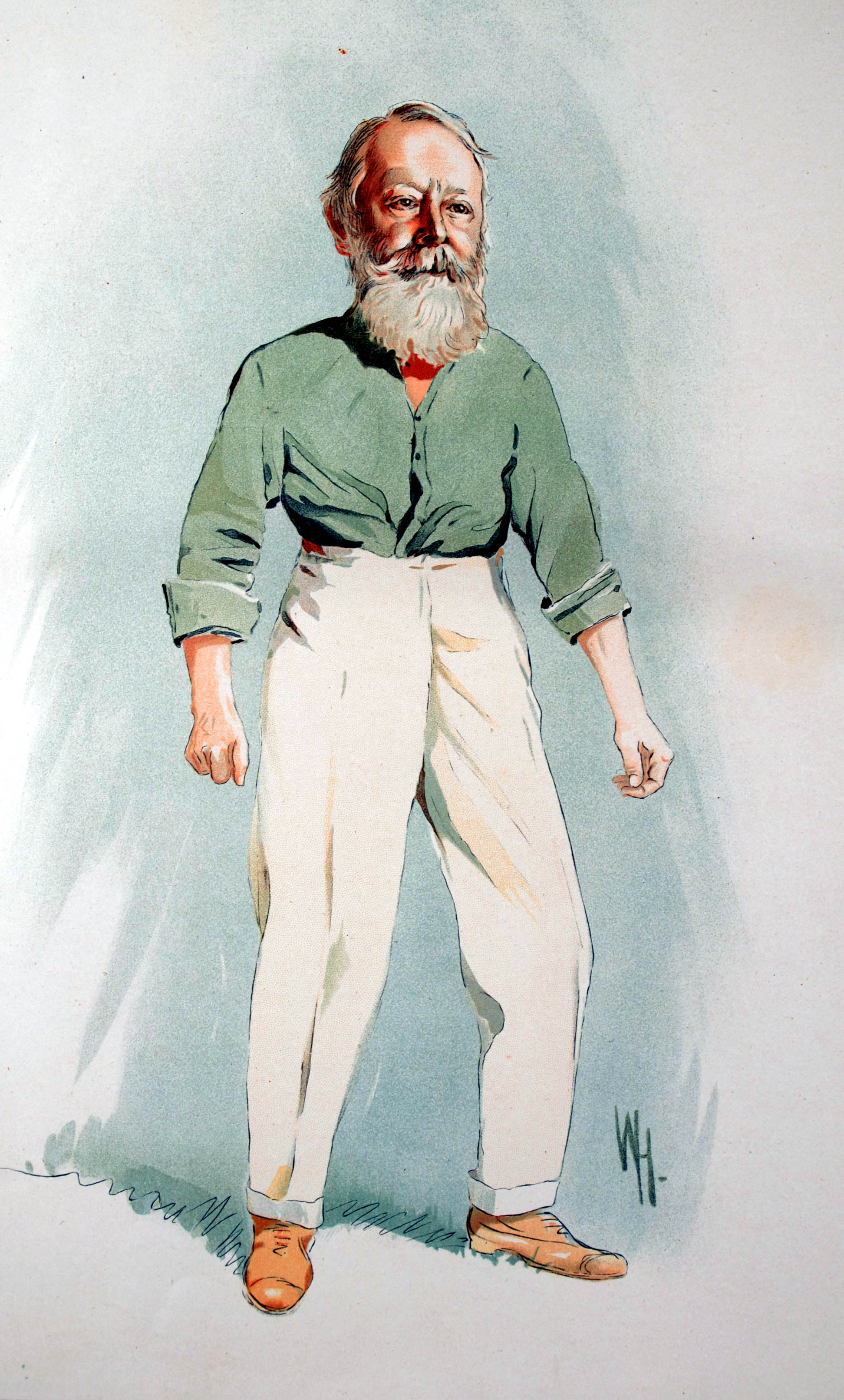
Karikatur von Kinnaird aus Vanity Fair (1912)

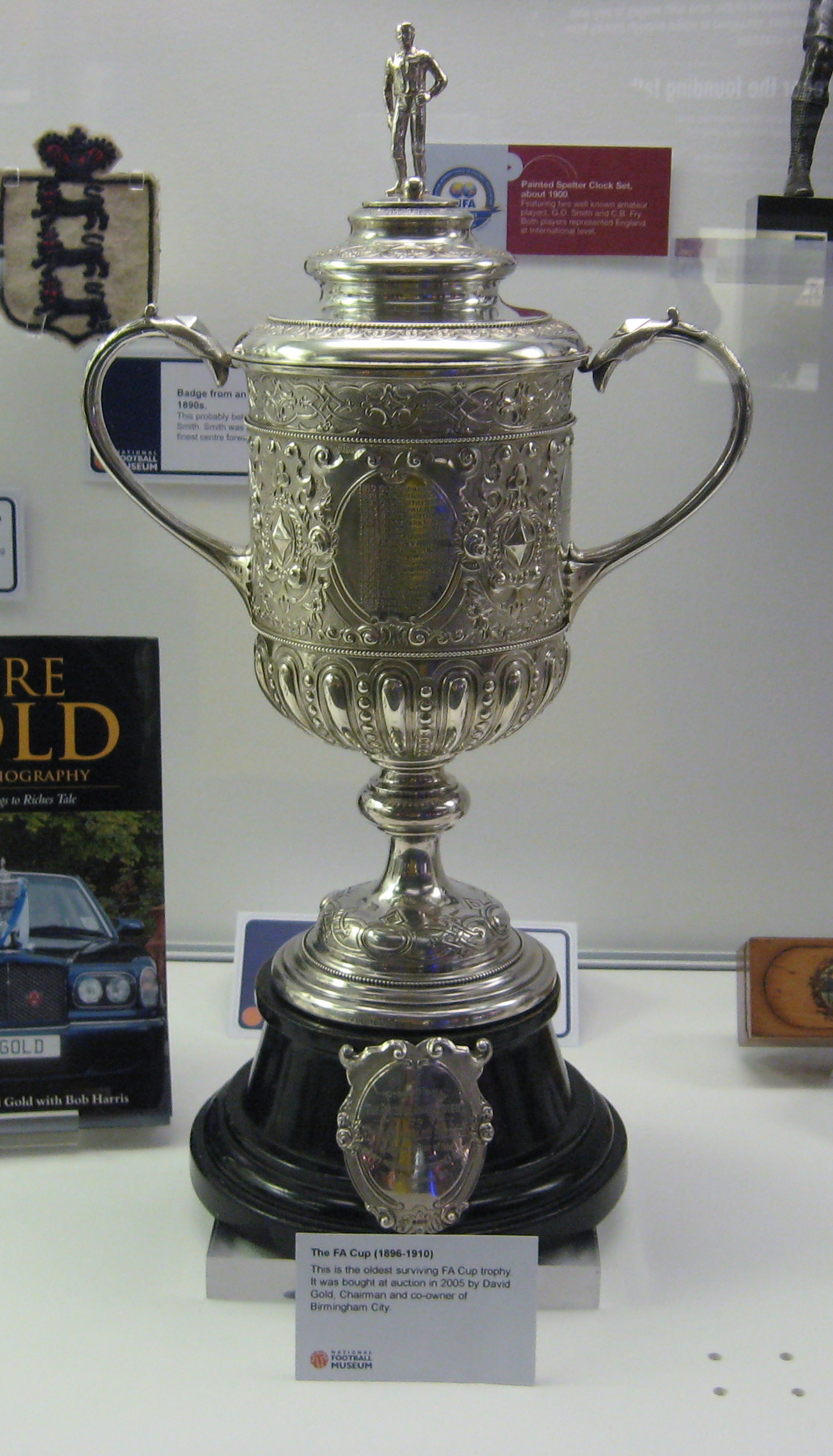
Der FA Cup von 1895 im National Museum of Football

Arthur Fitzgerald Kinnaird, 11. Lord Kinnaird KT (* 16. Februar 1847 in London; † 10. Januar 1923 ebenda) war ein britischer Bankier und Philanthrop schottischer Nationalität. Er galt als der beste Fußballspieler seiner Zeit und trat in neun FA-Cup-Finalspielen an, von denen seine Mannschaft fünf gewann – ein Rekord, der erst 2010 von Ashley Cole überboten wurde. Von 1890 bis zu seinem Tod im Jahre 1923 war er Präsident der englischen Football Association.

## Biographie

### Familiärer Hintergrund und Werdegang
Kinnaird war der einzige Sohn von Mary Jane Hoare und Arthur Fitzgerald Kinnaird, 10. Lord Kinnaird; er hatte fünf Schwestern. Der Stammsitz der Familie war Rossie Priory in Inchture im schottischen Perthshire. 1864 schloss er Eton ab und besuchte ab 1865 das Trinity College in Cambridge. Vor Beginn des Studiums reisten er und sein künftiger Kommilitone Morton Betts, der später ebenfalls ein bekannter Fußballspieler werden sollte, auf der Scotia in die USA. Sie begleiteten ihre Väter, die beide Unternehmer und Bankiers waren, um nach dem Ende des Sezessionskriegs geschäftliche Kontakte zu knüpfen und in den Bau von Eisenbahnen zu investieren. Dabei kam es zu einem Treffen mit Präsident Andrew Johnson, der sich beim Vater für dessen öffentliche Unterstützung der Nordstaaten im Krieg bedankte.
1873 verließ Kinnaird die Universität, nachdem er seinen Magister gemacht hatte. Im Jahr darauf heiratete er Mary Alma Victoria Agnew; die Eheleute bekamen sieben Kinder, zwei Töchter und fünf Söhne, von denen zwei im Ersten Weltkrieg fielen.
Arthur Kinnaird wurde als imposante Erscheinung beschrieben. Er war zwar nicht groß – mutmaßlich kleiner als 1,70 Meter –, aber massig und muskulös. Sein markantes „Erkennungszeichen“ war ein buschiger, in jungen Jahren roter Bart.
1887 erbte Kinnaird von seinem Vater dessen Peer-Titel als 11. Lord Kinnaird und 3. Baron Kinnaird und wurde dadurch Mitglied des House of Lords. Beruflich war er bei der Bank Ransom, Bouverie & Co. tätig, in späteren Jahren als Direktor. Diese Bank fusionierte 1896 mit anderen Banken zu Barclays, wo er bis zu seinem Tod Vorstandsmitglied war. Von 1907 bis 1909 war er Lord High Commissioner der Generalversammlung der Church of Scotland. 1872 wurde er vom deutschen Reichskanzler Otto von Bismarck empfangen, dem er eine von mehreren britischen Parlamentsmitgliedern und Geistlichen unterschriebene Adresse überreichte, in der Bismarcks Bestrebungen gegen den Ultramontanismus und dessen Kritik an der päpstlichen Unfehlbarkeit gelobt wurden. 30 Jahre später hatte er auf einer Reise durch Italien eine Audienz bei Papst Leo XIII., die wegen der anti-katholischen Stimmung in Großbritannien nicht öffentlich gemacht wurde. Kinnaird war inzwischen nach eigener Aussage zu der Einstellung gelangt, dass ein Glaube besser sei als keiner.
Kinnaird war bis 1907 Präsident des YWCA, der 1877 von seiner Mutter gegründet worden war. Er trat als Präsident des YWCA zurück, als er dieses Amt beim YMCA übernahm, da er nicht beide Ämter gleichzeitig ausüben wollte. 1893 wurde er Ehrenoberst der Tay Division Submarine Miners. In seiner Eigenschaft als engagierter Philanthrop unternahm er zahlreiche Reisen in Europa, in die USA, nach Indien und Ägypten. Auf einer touristischen Reise nach Ägypten, gemeinsam mit seiner Frau, überzeugte er während eines Aufenthaltes im Heliopolis Palace Hotel den Mitreisenden J. P. Morgan (es ist unklar, ob es sich dabei um den Senior oder den Junior handelte), einen der reichsten Männer seiner Zeit, dem YMCA 10.000 Pfund zu spenden. Gemeinsam mit dem Philanthropen Quintin Hogg gründete er sogenannte Ragged schools (Lumpenschulen) – von Wohltätern eingerichtete Schulen für Jungen aus armen Familien –, in denen er auch selbst unterrichtete. Er finanzierte und unterstützte eine Reihe von wohltätigen Organisationen und gründete Fußballclubs wie etwa den Polytechnic Football Club, um Jungen von der Straße zu holen.
Arthur Kinnaird, 11. Lord Kinnaird, starb 1923 im Alter von 76 Jahren in seinem Haus am St. James’s Square in London. Gemeinsam mit seiner Frau, die wenige Tage vor ihm gestorben war, liegt er auf dem Familienfriedhof der Rossie Priory beerdigt.

### Ehrungen
1914 wurde Kinnaird als Knight Companion des Order of the Thistle ausgezeichnet. In Kanada wurde der Ort Kinnaird (nahe Castlegar) 1902 nach ihm benannt, da die Canadian Pacific Railway, deren Anteilseigner er war, dort einen Haltepunkt eingerichtet hatte. Es gibt in Indien ein Dorf namens Kinnairdpur, und das Kinnaird College for Women im heute pakistanischen Lahore, das Arthur Kinnaird in Erinnerung an seine Mutter eingerichtet hatte.

### Sport
Als Junge besuchte Arthur Kinnaird die Cheam School, wo er mit Fußballspielen begann. Ab 1866 spielte er Vereinsfußball, immer als Amateur: Von 1878 bis 1882 spielte er für die Old Etonians, die er mitbegründet hatte, und von 1872 bis 1878 für den Wanderers FC aus London. Er war Mittelfeldspieler und für sein hartes Tackling bekannt. Seine Mutter (oder seine Frau – dazu gibt es verschiedene Versionen) soll einmal die Befürchtung geäußert haben, er könne mit einem gebrochenen Bein nach Hause kommen, worauf ein Mannschaftskamerad geantwortet habe: „Machen Sie sich keine Sorgen, es wird nicht seins sein.“ Auch soll er der erste Fußballspieler der Geschichte gewesen sein, der ein Eigentor in einem FA-Cup-Finale fabrizierte: Bei diesem Spiel fungierte er als Torwart für die Wanderers und fiel zusammen mit dem Ball rückwärts über die Torlinie, was Zuschauer und Journalisten gleichermaßen verblüfft haben soll. Angeblich soll er später seinen Einfluss geltend gemacht haben, dass dieses Tor aus den Aufzeichnungen gestrichen wurde, aber 50 Jahre nach seinem Tod sei es wieder aufgenommen worden.
Neun Mal stand Kinnaird bei Finalen des FA Cups auf dem Platz, fünf Mal davon gehörte er zu der Mannschaft, die den Cup gewann. Seinen fünften Sieg feierte er, indem er vor der Tribüne einen Kopfstand machte. Der Rekord von neun Finalteilnahmen hat bis heute Bestand (Stand 2020), und erst 2010 konnte Ashley Cole den Rekord von fünf FA-Siegen übertreffen. Obzwar Kinnaird in London geboren wurde und dort lebte, war er ein schottischer Laird, weshalb er 1873 einmal für die schottische Nationalmannschaft antrat. Dabei unterlag Schottland dem englischen Team mit 2:4.
Auch in anderen Sportarten war Arthur Kinnaird, der tiefgläubig war und als Vertreter der Muscular Christianity galt, erfolgreich: Als Jugendlicher gewann er Leichtathletikwettbewerbe. Er spielte Tennis für die Universität Cambridge und wurde 1868 und 1869 Uni-Meister (damals wurde Tennis noch grundsätzlich in Innenräumen gespielt, im Gegensatz zum späteren Lawn Tennis). Einer seiner Doppelpartner war den Aufzeichnungen nach der spätere Premierminister Arthur Balfour. Kinnaird gewann Titel im Schwimmen und belegte bei einem internationalen Kanurennen bei der Pariser Weltausstellung 1867 den ersten Platz. Über seinen 50. Geburtstag hinaus spielte er Cricket.
Von 1890 bis 1923 war Kinnaird Präsident der englischen Football Association, nachdem er schon ab 1863 verschiedene Funktionen im Verband wahrgenommen hatte: „Zu seiner Zeit und unter seiner Führung erhob sich der Fussball aus der Versenkung, bis dahin gespielt in schlammigen Parks vor einer Handvoll Zuschauer, und wurde zum Nationalsport Großbritanniens, mit bis zu 100.000 Zuschauern.“
1911 bekam Arthur Kinnaird den Pokal des FA Cups geschenkt, der nach einem Diebstahl im Jahre 1895 eine Replik des Originals war. Es hatte sich herausgestellt, dass der Pokal nach dem Diebstahl für kommerzielle Zwecke mehrfach kopiert worden war und der Verband es verabsäumt hatte, das Design schützen zu lassen. Deshalb wurde ein Pokal nach neuem Entwurf bei Fattorini & Sons in Auftrag gegeben, und Kinnaird erhielt die Replik zum Geschenk. Dieser Pokal wurde 2005 bei Christie’s versteigert und für £ 478.000 von David Gold, dem Vorsitzenden von West Ham United, erstanden. Er war im National Football Museum ausgestellt, zunächst in Preston, später in Manchester. Im September 2020 bot Gold den Pokal bei Bonhams für £ 760.000 zum Verkauf an. Im Januar 2021 wurde bekannt, dass der Cup vom Hauptanteilseigner von Manchester City, Mansour bin Zayed Al Nahyan, erworben wurde.

## Film
Arthur Kinnaird ist eine der Hauptfiguren in der Netflix-Miniserie The English Game (2020). Seine Rolle wird von Edward Holcroft dargestellt.